# Реестр «Не звоните» (США)
«Не звоните» (англ. National Do Not Call Registry) — национальный реестр (база данных), поддерживаемый федеральным правительством США, где перечислены номера телефонов отдельных лиц и семей, которые просили, чтобы представители телемаркетинга не звонили им. В Соединенных Штатах к роботизированным звонкам применяются отдельные законы и правила.
В США, наряду с этим реестром, если человек не хочет регистрировать в нём свой номер, он все равно может запретить отдельным телемаркетологам звонить, попросив звонящего внести вызываемый номер в список номеров, которым нельзя звонить.

## История
Федеральная торговая комиссия (FTC) открыла реестр «Не звонить» в соответствии с законом от 2003 года (H.R.395 — Do-Not-Call Implementation Act), предложенным Билли Тозином и Джоном Дингеллом, который был подписан президентом Джорджем Бушем-младшим 11 марта 2003 года. Апелляционный суд США подтвердил конституционность этого закона.
Регистрация в списке «Не звонить» началась 27 июня 2003 года, а введение его в действие началось с 1 октября этого же года. Первоначально телефонные номера оставались в реестре в течение пяти лет, но теперь они находятся там постоянно согласно закону от 2007 года, вступившему в силу в феврале 2008 года.
Жалобы, касающиеся телемаркетинговых звонков на дом и личные сотовые телефоны, могут быть поданы в Федеральную комиссию по связи и Федеральную торговую комиссию.